# Setge de Cardona (1711)
El Setge de Cardona de 1711 fou una de les batalles de la Guerra de Successió Espanyola.

## Antecedents
Als darrers dies de setembre del 1711, els dos grans exèrcits enfrontats en la Guerra de Successió, borbònics (Duc Lluís de Vendôme) i austriacistes (mariscal Guido Von Starhemberg), es troben als Prats de Rei (Anoia), al camí que volien fer els borbònics per realitzar un atac definitiu a Barcelona.
Davant d'una previsió de batalla de desgast molt llarga, el Duc de Vendôme prepara a través de Pinós un camí fins a Cardona per fer-hi passar els seus homes i canons necessaris per al setge i la rendició del castell de Cardona. Els borbònics destinats a aquesta operació, sota les ordres del comte de Muret, acampen al Pla de Bergús, a 7 km, on arriben més tropes filipistes procedents de la Seu d'Urgell, encapçalades pel general Arpajou. En total, entre 9.000 i 11.500 homes (amb uns 3.000 cavalls), tots sota les ordres de Muret i a punt per iniciar un atac.
Paral·lelament, Starhemberg, que coneix l'expedició i les intencions de Muret de realitzar un atac per sorpresa, envia reforços a Cardona per defensar el castell, sota les ordres del general comte d'Eck (alemany). Uns 800 homes s'afegeixen als regiments català, austríac, italià i suís que ja hi havia des de feia uns mesos en previsió d'un presumible atac. Amb l'arribada d'Eck, la guarnició del castell arriba als 1.868 efectius. El comte d'Eck es converteix en màxim responsable de la plaça a nivell militar, relegant el governador Manuel Desvalls a la coordinació, una feina gens fàcil en un context de cinc llengües diferents. Fa costat a Desvalls Pere Alba i Marquès, governador polític de la vila i del ducat, encarregat d'enviar al front els sometents.

## Batalla
Mentre els francesos (amb el suport d'una petita dotació de castellans comandats pel general Feliciano de Bracamonte) van aproximant-se al pla de Bergús, uns 600 soldats del castell instal·len un camp atrinxerat a ponent de la vila, rere dues torres de defensa avançades. Després de dos dies de bombardeigs, el 17 de novembre de 1711 les tropes de Muret inicien un atac amb 1.600 homes, i obliguen a una retirada precipitada i desordenada dels aliats cap al castell, tot i que molts es veuran acorralats cap a un barranc sobre el qual s'aixeca un dels baluards de la fortalesa i hi seran precipitats. Entre els defensors del camp atrinxerat i els soldats que surten de la seva cobertura, el castell perd uns 600 efectius (passen de 1.868 a menys de 1.300). Muret pren la vila, i aquest èxit fa pensar en una rendició imminent del castell.
Starhemberg hauria volgut respondre immediatament, però no pot descuidar el front dels Prats de Rei, per on pretenia avançar el gruix de l'exèrcit de Felip V comandat per Vendôme. D'entrada i per precaució, envia un petit regiment d'uns 300 homes a les ordres del general Bathée, que s'instal·la al pont de Malagarriga (l'únic pont que hi ha al Cardener entre Manresa i Cardona). L'objectiu immediat del contingent és de contenció en el cas que els francesos superin Cardona i avancin cap a Barcelona, fet que deixaria la rereguarda dels Prats de Rei al descobert. Però Bathée també té la missió d'estudiar el terreny, la situació de l'enemic i planificar un alliberament a mitjà termini, que ell mateix haurà de dirigir.

## El setge
Durant 34 dies, els francesos bombardegen la fortalesa, però l'alçada complica que els projectils hi arribin (tenen un angle massa dolent i amb prou feines malmeten la cortina principal). L'accés per terra també és complicat, però després de dues setmanes sense èxit en els bombardeigs, els borbònics intenten accedir al castell excavant túnels. Tots els intents són fallits, i això provoca nombroses baixes, entre morts, ferits i presoners.
Durant el setge hi va haver nombroses lluites, excepte a les nits, que eren absolutament tranquil·les. Això permet entendre que el comte de Gehlen (coronel austriacista, regiment de Starhemberg) aconseguís introduir 150 granaders aliats, de l'elit escollida personalment per Starhemberg, dins del castell el segon dia de setge. La missió de Gehlen era refrescar la tropa i endur-se els 150 homes més cansats, però la sorpresa és que els soldats cansats van decidir no retirar-se. Entre aquests 150 reforços hi havia Antoni Desvalls, germà de Manuel Desvalls i líder de les milícies catalanes.
Durant el setge, les forces borbòniques van viure una experiència agradolça. De la sonada victòria de la primera incursió a la vila a la frustració de no poder conquerir el castell. Les forces s'esgoten i el menjar i la munició escasseja en tots dos bàndols, i fan que Eck demani ajuda, que arriba en forma d'un gran contingent austriacista.
Durant els dies 19, 21 i 22 de desembre les tropes que intenten trencar el setge en foragiten els borbònics, que emprenen la retirada.

## Conseqüències
La repercussió més directa que va tenir el setge de Cardona de 1711 va ser l'allargament de la Guerra de Successió. Cardona era l'única plaça entre l'exèrcit borbònic i Barcelona en la qual els francoespanyols plantejaven una estratègia mestra per avançar fins a la capital catalana. Una derrota de Cardona hauria permès als borbònics travessar les comarques barcelonines per la rereguarda del gruix de l'exèrcit austriacista, enfrontat en inferioritat a Vendôme als Prats de Rei. Això hauria donat un cop definitiu a la guerra, que, contràriament, es va allargar tres anys. De fet, la resistència de Cardona va servir per minar la rereguarda borbònica durant el llarg setge de Barcelona (1713-1714), una gran incomoditat per al que finalment es convertiria en bàndol guanyador.
El desenllaç del setge de Cardona de 1711 va provocar un veritable daltabaix a l'exèrcit borbònic, comandat pels oficials francesos de més reconeixement i dotat amb el cos d'enginyers militars que més bé aplicaven l'art de la guerra i del setge. Fins un segle després se'n parla, però les primeres notícies ens arriben de les dues Gacetas (Barcelona i Madrid) i de diferents cronistes i dietaristes. Sabem que la derrota francoespanyola va provocar rebombori a nivell europeu, i va ser objecte d'aprofundiment per acadèmies d'enginyers militars, amb l'objectiu d'estudiar possibles errors de càlcul o de planificació. Avui trobem mapes militars d'aquest episodi, com a mínim, a museus i arxius catalans, aragonesos, castellans, anglesos, austríacs i francesos. També s'han trobat nombrosos documents que hi fan referència, entre ells les memòries militars del rei de França Lluís XIV El Gran, on reconeix que el fracàs de Cardona va fer allargar la Guerra tres anys més.